# Daniel Glattauer
Daniel Glattauer est un écrivain autrichien né à Vienne le 19 mai 1960.

## Biographie
Glattauer fait toute sa scolarité à Laaer Berg, dans la grande banlieue sud de Vienne, où il passe son baccalauréat en 1978. Il termine ses études de pédagogie et d'histoire de l'art en 1985. Par la suite il travaille comme journaliste, d'abord pour le journal viennois Die Presse et à partir de 1989 pour le Standard.
Son premier roman Theo und der Rest der Welt ("Théo et le reste du monde") sort en 1997. En 2001 il publie également un recueil de ses articles et éditoriaux, Die Ameisenzählung ("Le comptage des fourmis").

## Œuvres
Livres en allemand
- Theo und der Rest der Welt, Deuticke Verlag, Vienne 1997,  (ISBN 3-216-30590-2)
- Kennen Sie Weihnachten?, Deuticke Verlag, Vienne 1997,  (ISBN 3-85115-252-2)
- Bekennen Sie sich schuldig?, Deuticke Verlag, Vienne 1998,  (ISBN 3-216-30591-0)
- Die Ameisenzählung, Deuticke Verlag, Vienne 2001,  (ISBN 3-216-30606-2)
- Darum, Deuticke Verlag, Vienne 2003,  (ISBN 3-216-30677-1)
- Die Vögel brüllen, Deuticke Verlag, Vienne 2004,  (ISBN 3-216-30729-8)
- Der Weihnachtshund, Paul Zsolnay Verlag, Vienne 2004,  (ISBN 3-552-06010-3)
- Gut gegen Nordwind, Paul Zsolnay Verlag, Vienne 2006,  (ISBN 3-552-06041-3)
- Rainer Maria sucht das Paradies, Paul Zsolnay Verlag, Vienne 2008,  (ISBN 978-3-552-06082-1)
- Alle sieben Wellen, Paul Zsolnay Verlag, Vienne 2009,  (ISBN 978-3-552-06093-7)
- Schauma mal, Paul Zsolnay Verlag, Vienne 2009,  (ISBN 978-3-552-06094-4)
- Der Karpfenstreit. Die schönsten Weihnachtskrisen. Mit Bildern von Michael Sowa, Sanssouci, Munich 2010,  (ISBN 978-3-8363-0243-2).
- Theo. Antworten aus dem Kinderzimmer. Anthologie. Deuticke Verlag, Vienne 2010,  (ISBN 978-3-552-06140-8).
- Mama, jetzt nicht! Kolumnen aus dem Alltag. Deuticke Verlag, Vienne 2011,  (ISBN 978-3-552-06167-5).
- Ewig Dein. Roman. Deuticke Verlag, Vienne 2012,  (ISBN 978-3-552-06181-1).
- Die Wunderübung. Theaterkomödie. Deuticke Verlag, Vienne 2014,  (ISBN 978-3-552-06239-9).
- Geschenkt. Roman. Deuticke Verlag, Vienne 2014,  (ISBN 978-3-552-06257-3).
- Die spürst du nicht. Roman. Paul Zsolnay Verlag, Vienne 2023
- In einem Zug. Roman. DuMont Verlag, Köln 2025

Traduction française
- Quand souffle le vent du nord : roman [« Gut gegen Nordwind »] (trad. de l'allemand par Anne-Sophie Anglaret), Paris, Éditions Grasset et Fasquelle, 2010, 348 p. (ISBN 978-2-246-76501-1)
- La Septième Vague [« Alle sieben Wellen »] (trad. de l'allemand par Anne-Sophie Anglaret), Paris, Éditions Grasset et Fasquelle, 2011, 348 p. (ISBN 978-2-246-76581-3) Prix des étudiants francophones, dépendant du Prix littéraire des jeunes Européens 2012[1].
- À toi pour l'éternité : roman [« Ewig Dein »] (trad. de l'allemand par Anne-Sophie Anglaret), Paris, Éditions Grasset et Fasquelle, 2013, 260 p. (ISBN 978-2-246-79801-9)
- L'art de ne pas rompre [« Die Wunderübung »] (trad. de l'allemand par Anne-Sophie Anglaret), Paris, Éditions Grasset et Fasquelle, 2015, 124 p. (ISBN 978-2-246-85184-4)